# Open Grondwet Initiatief

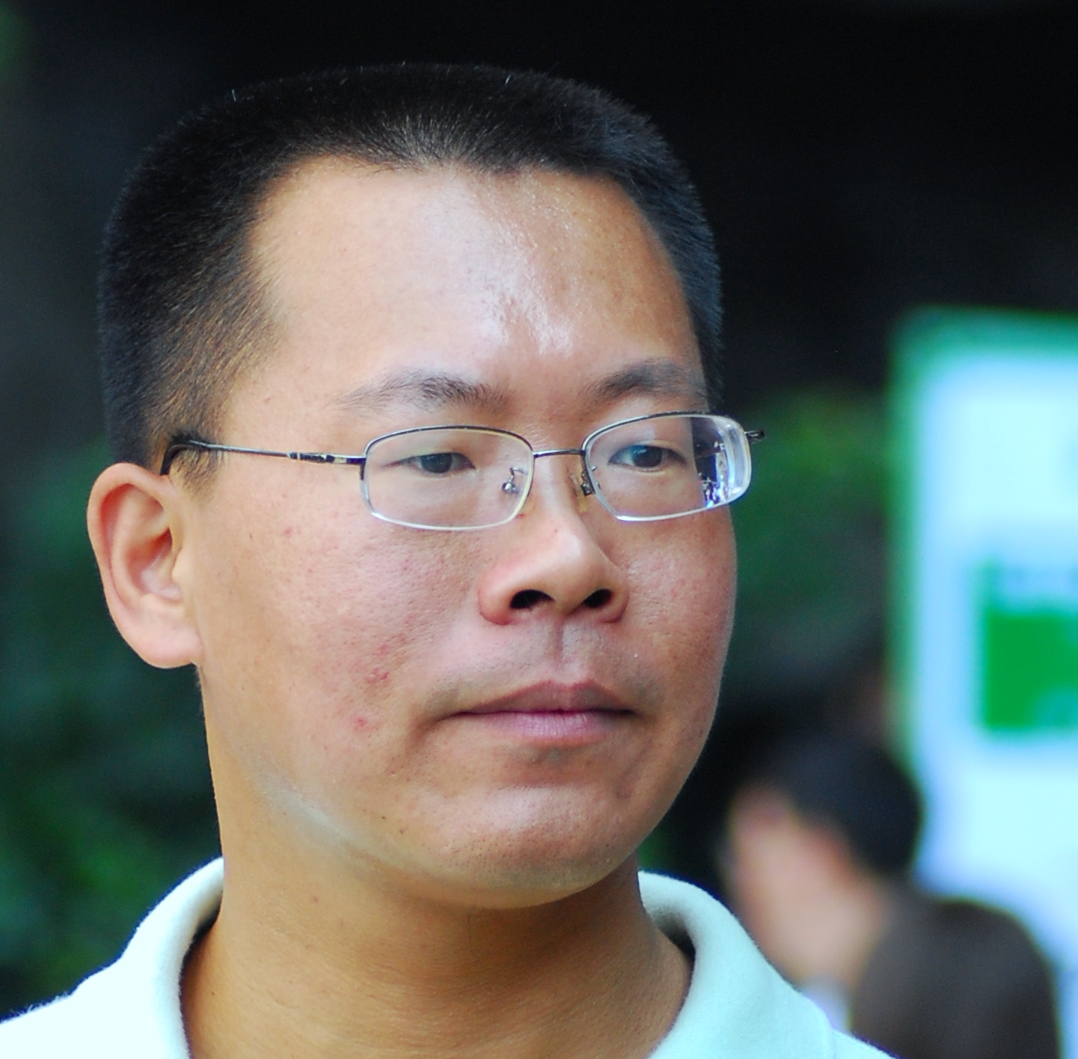
Initiatiefnemer Teng Biao

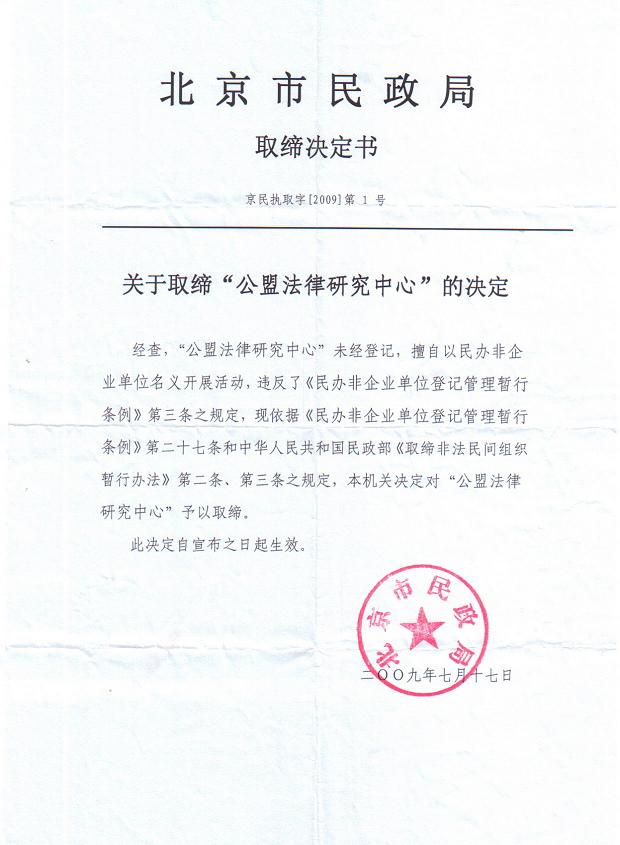
Officiële beschikking voor het verbod van de Gongmeng

Het Open Grondwet Initiatief, Chinees: Gongmeng is een organisatie die bestaat uit advocaten en academici in de Volksrepubliek China die de rechtsstaat en grotere grondwettelijke bescherming bepleit. De organisatie werd in 2003 opgericht door Xu Zhiyong, Teng Biao, Yu Jiang en Zhang Xingshui van de prestigieuze Rechtenschool van de Universiteit van Peking.

## Internetmedia
Het Open Grondwet Initiatief maakt gebruik van de ontwikkeling van massamedia via het internet, dat begin 21e eeuw een steeds grotere rol speelt in de informatieoverdracht in de Chinese maatschappij. Veel Chinese intellectuelen gebruiken het internet om de mogelijkheden van verandering in Chinese politiek te bespreken.

## Burgerrechten
De website van de organisatie bevat essays over grondwettelijke onderwerpen en de bescherming van de burgerrechten. De website werd op 8 juni 2004 tijdelijk door de Chinese internetautoriteiten gesloten. Het strenge optreden volgde op een tijd van verhoogde politieke spanning in de Straat van Taiwan en de vijftiende verjaardag van het Tiananmen-protest. Ook waren er rond dit tijdstip een aantal symbolische Chinese gebeurtenissen voor de vergrote internationale onafhankelijkheid, zoals het bezoek van de Griekse Olympische delegatie.
De organisatie bekritiseerde in 2008 het Voedselschandaal met melk in China.

## Tibetaanse Autonome Regio
In 2009 publiceerde het Open Grondwet Initiatief een rapport waarin het de politiek ten opzichte van de Tibetaanse Autonome Regio bekritiseert en waarin het de Chinese regering beschuldigt dat ze propaganda gebruikt om de fouten in het Tibet-beleid te maskeren. Voorbeelden die het hierbij noemt zijn de etnische ongelijkheid en het opzetten van "een aristocratie van corrupte en agressieve regeringsfunctionarissen.
In het officiële standpunt legt de Chinese regering de schuld van de opstanden bij de veertiende dalai lama en diens aanhang, die dalai-kliek wordt genoemd. Het Open Grondwet Initiatief bestrijdt deze visie met een uitvoerig rapport op basis van een onderzoek van twee maanden dat zij zelf uitvoerden. In dit onderzoek spraken zij met bewoners zelf uit Lhasa en Gansu. Voor Tsering Woeser, prominent dichteres en van origine gedeeltelijk Tibetaans, is dit "een zeldzaam rapport onder de huidige omstandigheden van eenzijdige officiële propaganda."